# Parque Nacional Hargeisa
O Parque Nacional Hargeisa é um parque nacional em Hargeisa, na Somalilândia.
Localizado fora da cidade de Mogadíscio, ao norte, é uma fatia protegida da África muitas vezes invisível.